# 바게에라 키플링이
바게에라 키플링이는 멕시코, 코스타 리카, 과테말라 등의 중앙아메리카에서 발견되는 깡충거미의 한 종이다. 이것은 바게에라 프로스퍼 등의 세 개의 다른 종을 포함하는 바게에라속(en:Bagheera (spider))의 모식종이다. 이 거미는 거미로서는 독특한, 초식을 주로 하는 희한한 식성으로 주목받는다. 다른 거미들은 이렇게 철저하게 초식을 하지 않는다.

## 이름
속의 이름은 러디어드 키플링의 정글 북에 등장하는 흑표 바기라(en:Bagheera)의 이름을 따서, 종의 이름은 키플링 본인의 이름을 기려서 지었다. 키플링의 작품의 등장인물에서 이름을 따온 다른 깡충거미과의 속들은 아켈라속(en:Akela), 메수아속(en:Messua), 나가이나속(en:Nagaina)이다. 이 네 개의 속들은 전부 1896년에 조지와 엘리자베스 페컴(en:George and Elizabeth Peckham)에 의해 명명되었다.

## 묘사
이 거미는 색상이 다채롭고, 성적 이형성을 띈다. 수컷은 호박색 다리, 윗부분 전면이 녹색을 띄는 검은 머리가슴, 초록색 선들이 가로지르는 날씬하고 불그스름한 복부를 가진다. 암컷의 호박색 앞발은 다른 연노란색의 가느다란 다리보다 튼실하다. 암컷은 붉은 색이 도는 갈색 머리가슴을 가진다. 암컷의 상대적으로 큰 갈색 배에는 짙은 갈색과 초록색의 무늬가 있다.
1896년에는 수컷만 서술되었다. 암컷은 100년 뒤에 웨인 매디슨(en:Wayne Madison)이 최초로 서술하였다.

## 식성
이 거미는 벨트체라 불리는 단백질과 지질이 풍부한 덩어리를 섭취하기 위해 미모사과의 나무에, 특히 바첼리아속에 서식한다. 덩어리는 특정한 개미의 종류와의 상리 공생을 위해 아카시아의 이파리의 끝부분에 형성된다. 거미는 침입자에 맞서 그들의 식량인 벨트체를 보호하려 시도하는 개미를 적극적으로 피한다. 벨트체가 이 거미의 식단의 90% 이상을 차지하지만, 이 거미들은 화밀도 섭취하며 때때로 지나가는 일개미가 들고 가던 애벌레를 훔쳐먹는다. 때로 동족포식도 자행하는데, 건기에 특히 빈번하다.
이 거미들은 가끔 사냥을 하지만, 이 거미의 조직은 전형적인 초식 동물의 동위원소표식(en:isotopic signatures)을 보여주며, 이는 대부분의 음식을 식물에서 얻는다는 것을 암시한다. 벨트체를 처리하고 섭취하고 대사하는 기작은 여전히 연구되지 않았다. 대다수의 거미들은 먹이를 빨아들이기 전에 소화효소를 사용하여 액화시킨다.
멕시코에서는 절반 이상의 바첼리아 콜라인시(en:Vachellia collinsii)나무에서 거의 채식만 하는 이 거미를 발견할 수 있는 반면, 이 거미가 서식하는 아카시아 나무가 5%도 안 되는 코스타리카는 그만큼 개체수가 적었다. 이 거미는 거의 지상에서 살아가며 혼자서 먹이를 찾지만, 몇백 개의 표본이 멕시코의 단 하나의 아카시아 나무에서 발견되었고, 암컷이 수컷보다 두 배 이상 많았다. 이 거미는 일 년 내내 번식하는 것으로 보인다. 해츨링과 알무더기(en:clutch)를 보호하는 수컷 성체에 대한 연구는 이 거미가 준사회성을 가질 것이라 말한다.